# Арсен Дедић
Арсеније Арсен Дедић (Шибеник, 28. јул 1938 — Загреб, 17. август 2015) био је југословенски и хрватски пјевач, композитор, пјесник, аранжер, кантаутор и музичар.
Рођен је у Шибенику, у породици радника и аматерског музичара мулти-инструменталисте, Србина Јована Дедића. Испрва га је отац учио музици а потом је Дедић завршио средњу музичку школу и касније је дипломирао на одсеку за флауту на Музичкој академији у Загребу.
Аутор је и извођач више десетина шансона и побједник многих музичких фестивала. Написао је, компоновао и извео бројне живописне љубавне и мисаоне пјесме, а својим изворним музичким стилом стекао многобројне поклонике. Слови за једног од утемељитеља шансоне у Хрватској. Уз музику, објавио је више збирки лирике. Преводио је и обрађивао познате шансоњере и ауторе, међу њима Ђина Паолија, Серђија Ендрига, с којима је често сарађивао, и Жака Брела, који је својим ликом и дјелом снажно утицао на његову каријеру. Основно одређење му је музика, али у споју са поезијом, истакао је властити кантауторски говор, који га је највише и обиљежио. Написао је музику за стихове Мирослава Крлеже, Добрише Цесарића, Тина Ујевића, Звонимира Голоба и многих других.
Његове пјесме су преводили и обрађивали многи извођачи, а сâм је писао за многе познате хрватске естрадне умјетнике, међу којима се истичу Габи Новак, клапе и Ибрица Јусић. Велики дио његова опуса чини примијењена музика за телевизију, филм и позориште. Био је члан Хрватског друштва композитора и Хрватског друштва писаца. Познат је и под надимцима „пјесмар”, „академски тежак” и „пјесник опште праксе”. Сматра се најкомплетнијим и најважнијим кантаутором у историји хрватске популарне музике.

## Биографија

### Дјетињство и младост
Арсеније Дедић је рођен 28. јула 1938. у Шибенику, у тадашњој Краљевини Југославији. Био је друго дијете у породици Јована (1902—1983) и Веронике (дјевојачко Миковић; 1904—1995). С очеве стране сви су били Срби православци који су потицали из околине Дрниша, док је мајка била Хрватица из Рупа, код Скрадина и у православље је прешла приликом удаје за Јована. Једна бака је била италијанског поријекла. Дедић је одрастао у сиромашној, сељачкој породици, а мајка (надимак Јелка) била је неписмена, веома побожна домаћица и праља, коју је он касније описменио. Мајку је често истицао као извор надахнућа и особу којој се дивио. Иако је мајка хтјела да се зове Игор, по наговору свештеника дала му је име Арсеније, по патријарху српском Арсенију III. Отац Јован је био зидар и ватрогасац добровољац, касније пословођа у поморском грађевинском предузећу „ПомГрад”, а поред посла се бавио и пољопривредом. Јован је био и музички надарен и у Шибенској народној глазби и хотелској капели је свирао више инструмената — трубу, тубу и тимпане.
Током италијанске окупације (1941—1943) и усташке власти (1943—1944) у Шибенику током Другог свјетског рата и у послијератном периоду који је обиљежен мањком хране и немаштином, нека вријеме је провео са мајчином родбином у Рупама и Дубравицама, уз ријеку Крку у залеђу Шибеника. Дјетињство је провео у шибеничкој четврти Варош, у кући са бројем 41. у данашњој улици Николе Тесле, у којој је рођен Игор Мандић, а неко вријеме су живјели и Вице Вуков и Мишо Ковач. Дедић је био у веома добрим пријатељским односима са Вуковим. Живот у Шибенику, мотиви града и његово становништво, као и средоземни угођај, обиљежили су велики дио Дедићевог опуса. У дјетињству, Дедић је посјећивао и православну и католичку цркву.
Арсена и његовог старијег брата Милутина — који је био српски академски сликар — у музику лимених дувачких инструмената је увео њихов отац Јован. Арсен је свирао приликом свечаности и концерата, али често и током спровода. Први учитељ флауте био му је њемачки војник који је остао у Шибенику послије рата. На радију, којег му је поклонио ујак, слушао је италијанске извођаче (међу којима се истиче Доменико Модуњо), којима се дивио. На наговор Ловре Матачића, који је тада боравио у Шибенику, петнаестогодишњи Дедић је почео свирати у позоришном оркестру. Шибеник је средином педесетих година 20. вијека имао оперу под водством Јакова Готовца, а Дедић се све више почиње занимати за музику. Као дјечак, а ни у каснијем добу, није волио фудбал. Похађао је шибенску гимназију, био је један од најбољих ученик и члан кошаркашке екипе, а упоредо је похађао и средњу музичку школу. Своју склоност према музици испољио је и оснивањем клапе током гимназијских дана, у којој је пјевао и Вице Вуков.

### Музичка каријера

#### Почетак
Након матуре 1957. одлази у Загреб, гдје му је живио ујак. Уписује Правни факултет Свеучилишта у Загребу са намјером стицања „солидног знања”, али га убрзо почиње све више привлачити умјетност, од вајарства до сликарства. Како је на почетку становао у Музичком интернату, са седам других студената права који су свирали инструменте, он остаје везан за музику. Упоредо са прве двије године права, поново похађа и завршава посљедња два разреда средње музичке школе (иако их је већ положио у Шибенику). Почиње писати пјесме. Његов цимер, Марио Бољуни, свирао је клавир и већ је имао свој оркестар с којим је наступао у плесним дворанама у Рибњаку. Због тога је ангажовао Дедића као вокалисту. Пјевао је пјесме Доменика Модуња, The Platters-а, Пола Анке и осталих у то вријеме популарних извођача. Истовремено се занима за поезију. У загребачком часопису Присутности Дедић је објавио 1958. двије пјесме под заједничким насловом Чуда. Због пјесама са религијским мотивима, „Господину Исускрсту” и „Светом Николу”, доведен је пред повјереништво и отпуштен као стални спољашњи хонорарни сарадник са Радија Загреб. Погођен забраном, него вријеме проводи у околини Загреба. Након тога прекида писање пјесама и започиње период ауторске паузе. Оставши без прихода, као студент окреће се писању аранжмана, преписивању нота и сличним пословима.

[Ја] сам студирао на Академији глазбу, био сам увјерен да ћу бит’ складатељ искључиво класичне глазбе. И онда сам написао три минијатуре за флауту и клавир, доста модернистички написано, а онда с временом… Знали су колеге да пишем стихове, онда сам писао свакоме, Калођери, Кабиљу, једноме, другоме, Вучеру, више не знам коме…

Дедић, 2006.
Током правних студија почиње пјевати у академском хору „Иван Горан Ковачић”. Склоност ка музици је на крају превагнула и након завршене три године права прекида студије 1959. године. Исте године уписује Музичку академију. Како би дошли до новца потребног за куповину флауте, његови родитељи су продали свињу. За фестивал „Загреб ’59” Бољуни је послао композицију „Морнарев ча-ча-ча”, а Дедића је замолио за писање стихова, на шта је он пристао и написао их под псеудонимом Игор Кримов, јер је писање текстова сматрао епизодом „које ћу се ја касније лишити. Дат’ ћу своје име онда кад будем писао праву поезију и праву глазбу”. Како није имао прикладне одјеће ни новца за улазнице, фестивалу није присуствовао. Композиција је освојила награду, а Дедићу је као текстописцу припала награда од 15.000 динара, што је за студента био приличан износ. Убрзо почиње са писањем текстова за још Бољунијевих композиција, од којих „Послије љубави” на фестивалу „Сарајево ’60” добија награду за најбољи текст. Са Бољунијем оснива вокални квартет „Прима” 1960. године. Иако је и сам помало компоновао, пажњу усмјерава на писање и аранжирање за друге, међу којима су Алфи Кабиљо и Никица Калођера. Састав „Прима” пролази на аудицији за младе пјеваче Телевизије Загреб „Први пут пред микрофоном” и добија сигурне наступе и хонорар. То утиче и на Дедића и остале, који музику почиње схватати све озбиљније и професиналније, издвајајући за њу све више времена. Са љубљанским ансамблом објављује два сингла, препјеве композиција Let's twist again од Чабија Чекера и Nata per me од Адријана Челентана. Када је чуо Ђина Паолија 1961, проналази се у новом жанру. Наставља са објављивањем пјесама у сплитском часопису Видици и часопису Полет, што примјећује Златко Томичић. Дубравко Хорват од Дедића, а у име Антуна Шољана, тражи пјесму за нови Шољанов часопис Књижевник, на шта Дедић пристаје. Крајем 1961. вјенчава се са Весном Матош, нећакињом Антуна Густава Матоша, са којом у децембру 1962. добија ћерку Сандру.
Наступао је и у загребачким џез саставима као флаутиста. Због несугласица, састав „Прима” се распада, а како се у исто вријеме распао и састав који је водио Хрвоје Хегедушић, Дедић приступа Хегедушићу и оснива „Загребачки вокални квартет”. Повремено је наступао и као пјевач квартета „Мелос”, за који се све више везује, усљед распада „Приме”. На фестивалу „Загреб ’62” изводе композицију „Негдје” Никице Калођера. Ипак, како су чланови „Мелоса” могли учествовати са различитим интензитетима и нису се жељели бавити музиком професионално, пријатељски се разилазе 1962. године. Због тога, Дедић започиње каријеру као вокални солиста. Како полако схвата да шлагери не задовољавају његов музички израз, Дедић се окреће француској шансони и ђеновљанској школи музике. Сљедеће године (1963) на загребачком фестивалу као вокални солисти се појављују Звонко Шпишић и Дедић, чиме се постепено рађа нови музички правац у Хрватској — шансона. Изводи композиције „Милионер”, „Јесењи дажд” и „Болеро ноћи”. Ускоро добија позив на „Београдско пролеће” и сплитске „Мелодије Јадрана ’63”, гдје се упознаје са Зденком Руњићем и изводи његову композицију „Човјек од соли” и своју прву цјеловиту, ауторску композицију „Онај дан”, за коју добија награду. Након тога компонује „Вечер са Ксенијом” на наговор Бошка Петровића, за флауту и Загребачки џез квартет. Након 1963. почиње писати пјесме под правим именом („Вратија се Шиме”, „Машкаре”, „Вино и гитаре” итд.).

#### Фестивали 1964—1969.
У фебруару 1964. дипломирао је флауту на Музичкој академији, а у априлу одлази на одслужење војног рока у Лику. Током боравка у Госпићу упознаје Рада Шербеџију, у то вријеме глумца аматера, и разрађује неке композиције. Одлази на турнеју са војним саставима по земљама Варшавског споразума. На турнеји пише и разрађује пјесме и композиције, а током путовања у возу од Одесе до Кишињева сусреће француске филозофе, брачни пар Жан-Пол Сартр и Симон де Бовоар, са којима разговара. Приликом путовања југословенског предсједника Јосипа Броза Тита бродом у египатски град Александрија, наређено му је да се укрца на Галеб, гдје је свирао и забављао војнике и госте. Још увијек као регрут, у војној униформи на сплитском фестивалу изводи пјесму „Кућа поред мора” 1964, коју је написао током служења војног рока у Оточцу. Композиција је једва ушла на фестивал, с обзиром да је већ одбијена на опатијском, загребачком и београдском фестивалу. Осваја прву награду жирија, другу публике и награду за најбољи текст. Сам Дедић је био изненађен, јер је до тада углавном писао и компоновао за друге. Постаје сензација и истовремено потврђен као кантаутор и шасоњер, стварајући потпуно нови музички жанр у Хрватској. У избору часописа „Студио”, читаоци га бирају за трећег најпопуларнијег пјевача забавне музике у држави (11 % гласова). Исте године, у склопу загребачког фестивала окупља се група од десетак композитора и књижевника под називом „Студио 64”, а са циљем популаризације шансоне. Дедић представља композицију „Moderato cantabile”, написану још 1961, коју први пут изводи на „Загребфесту ’64” у склопу концерта „Студија 64”, што у потпуности одређује његов кантауторски пут и сврстава га међу утемељиваче загребачке школе шансоне. Исте године пише композиције „Човјек као ја” и „Желим задржати љето”. Издавачка кућа Југотон му издаје прву сингл плочу. Почетком 1965. разводи се од супруге, након три и по године брака. На Загребфесту учествује са пјесмом „Човјек као ја” и на ТВ Загреб упознаје Серђа Ендрига, са којим започиње дугогодишње пријатељство и сарадњу. Раскида сарадњу са телевизијом, како би имао више времена и тиме постаје слободни умјетник и извођач.

Негдје 1965. године почео сам са солистичким концертима. У неку руку та је година била пријеломна у мом стваралаштву. Многе су дилеме сада биле рашчишћене, схватио сам с којим људима могу рачунати у тешким тренуцима, научио сам да се највише мораш ослонити на самог себе и да ентузијастичких залета попут оног са „Студијем 64” више неће бити.

Дедић, јануар 1968.
Исте године наступа на сплитском фестивалу са композицијом „Стара цура”, која бива погрешно схваћена: умјесто оде усамљено Шибенчанки, публика је схвата као ругање и напад на старије жене и због тога Дедић доживљава непријатности. По завршетку фестивала, одлази код родбине у Дубровник на неко вријеме, гдје су се наставили напади због пјесме. За исти фестивала 1966. пише композицију „Мој брат”, која осваја трећу награду публике, док су је жири и струка одбацили, наводећи као разлог безначајност и тривијалност текста. Због таквог пријема и неслагања са политиком фестивала, постепено се удаљава од фестивала наредних година. Изван фестивала објављује пјесме „Човјек и пас”, „Сањам те”, „Пјевам да ми прође вријеме” и друге. Посљедња је изазвала бурне реакције, јер је била схваћена као иронични напад на „друштвено ангажоване” прорежимске пјесме. Са Ендригом 1967. одржава заједнички концерт у Паризу. Исте године наступа на фестивалу у Опатији са пјесмом „Ни ти, ни ја”, а на фестивалу „Пјесма љета” са пјесмом „Ако си пошла спат”, са којом побјеђује на фестивалима у Загребу и Дубровнику. На „Сплиту ’68” наступа са пјесмом „То је мој свијет”. Ускоро отпочиње сарадњу са Драгом Млинарцем и његовом рок-групом „Група 220”. У том раздобљу је кориговао уши. На сплитском фестивалу у алтернацији са италијанским канцоњером Паолијем изводи композицију „Враћам се”, за коју добија прву награду жирија. Публика је приликом проглашења погрешно схватила да је ријеч о проглашењу апсолутног побједника фестивала, због чега је протестовала и звиждала, што је Дедићу био повод за напуштање фестивала на неко вријеме.

#### Прва трилогија 1969—1973.
У новембру 1969. снима, а у децембру објављује, свој први студијски албум „Човјек као ја”, који достиже сами врх љествице продатих албума, стиче сертификат Златна плоча (прва за Југотон) и укупно се продаје у око 60.000 примјерака. Касније је албум оцијењен као један од најбољих дебитантских албума у хрватској и југословенској музици. Дедић отпочиње сарадњу са пјесником Жељком Саболом, који за њега пише пјесме „Дјевојка за један дан”, „Пусти ме да спавам”, „Ти се смијеш” и друге. На фестивалима изводи своје нове композиције, „Оно све што знаш о мени”, „Празна обећања”, „Све било је музика”. Излазак његове збирке пјесама „Брод у боци” 1971. у библиотеци Гриот, у издању Кроација концерта Звонимира Голоба, био је шок и ново изненађење за публику и критичаре. Иако је публика очекивала књигу сабраних текстова његових већ изведених пјесама, Дедић је објавио ново умјетничко дјело и широј публици се представио као пјесник. Књига се продала у осам издања и више од 80.000 примјерака. Обављена на Голобово инсистирање, збирку је пропратио његов коментар „захваљујући Дедићу забавна глазба је примила велик’ број нових слушатеља из редова интелектуалаца”.
Исте године поводом великог Маријанског конгреса, који се одржавао у Марији Бистрици, Дедић је написао текст и музику за пјесму „Мајка Марија” и дао је велики интервју за Глас Концила у којем је говори о свом односу према вјери и цркви. Због тога је више мјесеци био изложен цензури у државним медијима. Албум „Арсен 2” објављује 1971, са антологијским композицијама „Не плачи”, „О, младости” и обрадом Брелове „Ne me quitte pas”. Албум је садржао низ шансона хумористичког и кабаретског угођаја и био је мање комерцијалан од претходног. Пјесма „Газела”, примјера ради, емитована је само једанпут у години дана на свим радио-станицима. Како је истовремено радио саундтрек за филм Жива истина Томислава Радића, настају пјесме „Таквим сјајем може сјати” и „Балада о пролазности”, које су такође уврштене на албум „Арсен 2”. Због стихова пјесме „Таквим сјајем може сјати” и контекста у филму (приказ Другог свјетског рата) избио је скандал. Добио је сина Матију 1973, након чега се вјенчао са Габи Новак, са којом је био у вези још за вријеме првог брака, док им је кум био италијански кантаутор Ђино Паоли.
Постаје суздржанији, склон иронији и сатири, а надахнуће проналази у свакодневном животу. Експериментишући са звуком, у јесен 1973. снима, а пред крај године објављује, двоструки албум „Homo volans”, први двоструки албум у хрватској и југословенској дискографији. „Homo volans” био уједно био и први концептуални албум на наведеном простору. Сматра се „каменом међашем ауторова искорака из традиционалног забавно-глазбеног оквира”. Велимир Циндрић је изјавио како композиције са албума звуче „развијеније, продубљеније и искусније” и да је Дедић са њима направио „велики скок и створио својеврстан амалгам авангарднога, класика и хитова”. Примјећени су атонални звукови и утицај џеза. На албуму је ипак превагнула кантауторска црта кроз пјесме „Твоје њежне године”, „Лаку ноћ, музичари” и „Модра ријека” (по поезији Мака Диздара. Значајни комерцијални успјех међу пјесмама са албума забиљежила је композиција „Твоје њежне године”, али Ненад Полимац сматра да је „албум био крцат пјесмама које су биле доста претенциозне и јако ауторске [те] уопће нису претендирале на било каква мјеста на радијским топ листама”. Одлично критички примљен, касније је сматран „једним од најбољих и најамбициознијих Дедићевих албума”. У мају 1974. доспио је на осмо мјесто љествице десет најпродаванијих албума.

#### Окретање пјесницима 1973—1980.
На албуму „Породично стабло” у сарадњи са продуцентом Корнелијем Ковачом 1976. се приближава рок музици под утицајем таласа југословенског прогресивног рока. На „Породичном стаблом” своје пјесме је „смјестио у помало кичасте и тенденциозно супермодерне аранжмане”. Исте године је са Гораном Бреговићем објавио пјесму „Лоше вино”. Албум „Отисак аутора” објављује 1976. године.
Средином седамдесетих година намјеравао је снимити албум обрада пјесама Ленарда Коена, које је за њега препјевао пјесник Никица Петрак. Због техничке грешке, албум је током постпродукције у Југотону избрисан па је Дедић обуставио пројекат. Сачуване су четири пјесме на демо-снимцима његовог наступа у једној музичкој емисији на ТВ Београду уз гитару и аранжман Маријана Мокара („Stories of the Street” — „Уличне приче”, „Seems So Long Ago, Nancy” — „То све је давно сад”, „The Stranger Song” — „Странчева пјесма” и „The Partisan” — „Партизан”).
Све више пише за друге, па и за Габи Новак, а почиње писати музику и за пјесничка дјела (албуми „Дедић-Голуб” 1977, EP „Снијег у мају” са стиховима Горана Бабића 1979. и Пјевам пјесника 1980, на којем је Дедић између осталог пјевао пјесме Крлеже, Каштелана, Ујевића и Ковачића). До изражаја долази његова склоност сценској музици и пише музику за позоришта, филм и телевизију. Ауторска пјесма остаје његов основни израз, али пише и примијењену музику, пјесме за далматинске клапе, музику за рекламне спотове. Иако је још раних шездесетих година писао за клапе, седамдесетих и касније пише и компонује пјесме које су данас готово постале народне („Залуду ме свитовала мати”, „Вратија се Шиме”, „Све ти сритно било”, „Родија се син”, „Дида мој”, „Ни у мору мире” и друге). Његов рад на шименском идиониму значајан је и са лингвистичког гледишта. Седамдесете завршава албумом „Римска плоча” (1979), на коме је написао музику за пјесме Тина Ујевића „Одлазак” (у сарадњи са Сеђиом Ендригом), „Загрли ме” и саундтрек за филм „Влаком према југу” Петра Креље.

#### Филмофилија и провинција 1980—1990.
Током осамдесетих година Дедић објављује чак 14 носача звука. На албуму „Наручене пјесме” (1980) сабрао је све своје композиције које је написао другима, попут „Све је то од лошег вина” до „Памтим само сретне дане”. Исте године објављује и први студијски албум са супругом Габи Новак, „Arsen & Gabi”, са завршном пјесмом „Стара моја, стари мој”. Потписује музику за аудио-књигу за дјецу са причама Ханса Кристијана Андерсена 1981. године. У том раздобљу наставља са писањем пјесама за дјецу и сљедеће године објављује албум „Арсен пјева дјеци” („Није лако бубамарцу”, „Чему служе родитељи”...). У албуму „Провинција” (1984) објавио је композиције које су касније редовно уврштаване у спискове његових бољих пјесама („Дјевојака из мога краја”, „Све те водило к мени”, „Разговор с конобаром”). Потписује саундтрек за филм „Антиказанова” и двоструки носач звук ироничног имена „Кантаутор” 1985, у којем обрађује и објављује препјеве Брела, Коена, Ленона, Паолија, Окуџаве и других, али изводи и композиције које су написали и компоновали други (Голоб, Диклић, Бритвић, Монтено). Сљедеће године одлази у крајеве кајкавске попевке албум „Моје попевке” на којем је сабрао 16 пјесама (углавном по тексту Драге Бритвића), које су Дедић и Новакова изводили на фестивалу у Крапини. Под утицајем жанра загребачког кабареа прије Другог свјетског рата (нарочито Влахе Паљетка) осмишљава и саставља иронично-кабаретски програм „Cabaret Arsen”, критички добро прихваћен, али га занемарује како би се окренуо музици за филм и позориште.
Албум „Кино слобода” (1987), у златном издању, посвета је тренуцима младости, филмофилији и исјечцима из Шибеника, посебно због само назив албума у част кина „Слобода” које је постојало у Дедићевој четврти између 1946. и 1965. године. На албуму се налазе композиције „Откако те не волим”, „Провинцијско кино”, „Тко стоји иза мене”, „Оригинал саундтрек” и друге. Исте године наступа на концерту са Бором Ђорђевићем у Београду, а снимак наступа није службено објављен, али се нашао на црном тржишту. Поново објављује носач звука са супругом Габи Новак, „Храбри људи” 1988, са поднасловом „Габи и Арсен — 30 година на сцени”. Сљедеће године своје стваралаштво за филм и телевизију објављује на албуму „Глазба за филм и ТВ” и објављује углавном прераде својих ранијих пјесама заједно са словеначким кантаутором Зораном Предином на плочи „Свједоци приче”.

#### Ратне године 1991—1997.
У септембру 1991. заједно са Новаковом придружио се „Хрватском бенду Еид” на снимању хрватске патриотске пјесме „Моја домовина”, у којој пјевају стих „немир је у срцима, а љубав у нама” и касније поново „има очи боје мора”. Иако непотписан, коаутор је дијела текста пјесме. На текст Крста Јураса компонује пјесму Вице Вукова „Кад разиђе се дим”. Био је дио пројекта „Кроација арт форс” (Хрватске умјетничке снаге). Написао је музику за химну 101. бригаде Хрватске војске. Албум „Тихи обрт” објављује 1993. у којем се дотиче ратних дешавања и напада на његов родни Шибеник, у којем је тада још увијек живјела његова мајка. Међу познатије композиције са албума убрајају се „Моцартова година 1991.”, „Мајка храброст” и „Завршит ћу као Хауард Хјуз” (која није пуштана на радио-станицама због помињања Фрање Клуза). Своје композиције и пјесме писане за клапе 1996. сабира на компилацији „Ко то море платит”.

#### „Министарство”, „Кинотека”, „Ребус” 1998—2008.
Дедић објављује носач звука „Министарство страха” (првобитно „Министарство”) 1997, критички одлично примљен. По објављивању, критика је албум назвала „ремек-дјелом”, а професија му 1998. додијелила Порин у категорији најбољег албума забавне музике и награду Миливој Керблер за ауторско стваралаштво на пољу забавне музике. Албум садржи 14 пјесама, међу којима су „Сеоско гробље”, „Твоје тијело — моја кућа”, „Ратни профитери”, „Стари вуци”, „Чистим свој живот”, „Руке”, „Министарство страха” и друге. Дедић је аутор готово свих текстова, осим антиратних пјесма „Сеоско гробље I” и „Сеоско гробље II” које је написао књижевник Антун Шољан. Касније, „брехтијанског угођаја, суморне и анегдоталне” су оцјењиване и најљепшим пјесмама о рату. Био је једна од покретача Фестивала далматинске шансоне у Шибенику 1998. године. Након компилације „Хербар”, усљедио је нови албум „Кинотека” 2002, „отмјено депресивна” призвука и са примјесом транзиције („Посљедњи танго у Ђеврскама”). Албум садржи композиције „Живот се троши као креда”, „Нисам ти доспио рећи” и џез сарадњу са саставом „Пун кофер” на пјесми „На балкону”.
У Опатији је одржан концерт „Све што знаш о мени — Почаст пјесмама Арсена Дедића” 13. марта 2003, поводом десет година Порина и четрдесете годишњице Дедићевог сценског рада. На концерту су бројни извођачи (Нина Бадрић, Вице Вуков, Јосипа Лисац, Тони Цетински, Џибони, Маја Благдан и други) изводили Дедићеве пјесме. У периоду 2003—2004. налази се на лијечењу у Падови, гдје му је пресађена јетра. Поводом тога објављује књигу „Падова — успомене с боловања”. У новембру 2004. објављује повратнички албум „На злу путу” са 19 композиција, који је добио два Порина као албум године и најбољи албум поп и забавне музике. Албум је рефлексија Дедићевог поимања свијета и људи („Еквилибристи”, „Негве”), исјечцима из свакодневног живота са типичним ироничним одмаком („Само да ти ноге нису хладне”) или ипак омаж женама и пријатељима („Пјесма о Гави Новак”, „Жена која не зна што хоће”, „Амиго”). У Лисинском одржава концерт „Трокут” са Ђином Паолијем уз гостовање Зорана Предина 2005, који је објављен у DVD издању. Годину дана касније издао је албум „Дуети-дуели” у којима сабире своје сарадње, нарочито са млађим и новим извођачима, од којих су неке лоче примљене међу музичком критиком (сарадња са Петром Грашом и М. Бурнаћем). У марту 2008. усљедио је албум „Ребус” са композицијама „Петра”, „Дан кад се пишу разгледнице” и друге, у којем Дедић пјева о властитим мислима и осјећањима, о Падови, својим љубавима и пријатељима. Критика је албум оцијенила изразито позитивно, сврставши га уз Дедићев звук из времена албума „Homo volans” (1973) и прогласила га једним „од најбољих албум у Дедићеву ионако ’дрско импресивном’ ауторском портфељу”. Албум „Ребус” био је 13. најпродаванији домаћи албум у 2008. години.

#### Касна каријера 2009—2015.
Кроација рекордс објављује бокс-сетова са књигом „Добротворов дом — антологија” са 94 Дедићеве композиције 2009, који је у седмој седмици 2012. био најпродаванији домаћи албум. У септембру исте године поново је одржао концерт са Паолијем, овај пут у Творници културе у Загребу. У периоду 2008—2012. реиздања његових албума у издању Кроација рекордса („Дедић-Голоб”, „За кино и ТВ”) и компилације („Platinum collection”, „Добротворов дом”) налазиле су се на службеној љествици 40 најпродаванијих домаћих албума.
Дедић је са Мишом Ковачем снимио дует у априлу 2013, пјесму „Ми смо лишће с исте гране” у продукцији Кроација рекордса, за коју је снимљен и спот. Касније се Дедић окренуо сарадњи са млађим извођачима (Масимо, Леа Деклева, Натали Диздар) и повратку клапама — од сарадње са Клапом Маслина („Да ми није моје дице”, „Шибенска бура”) до реиздања пјесме „Дида мој” са Клапом Себенико. Објавио је свој посљедњи албум „Сапутници” у децембру 2014, скуп реиздања и компилација чији је темељ албум „Кантаутор” (1985). Дедић је албум дефинисао као „један омаж себи. Својем напору, жељи и људима који су ми били најближи”. За албум је снимио само једну нову пјесму, „Рана”, препјев пјесме "Hurt од Џонија Кеша. Писао је готово до самог краја. У прољеће 2015, написао је пјесму „Сниг у Шибенику” за шибенски дјечији хор Цврчак. Посљедњу пјесму, џез-обраду композиције „1947” Серђија Ендрига, снимио је у Ријеци са сином Матијом и ансамблом Атма Мунди за тематском компакт диска издање у италијанском часопису Musica Jazz, посвећено џез-обрадама Ендригових пјесама. Иако је често одбија понуде за концерте и посвећивао се сликању и цртању и породичном животу, наставио је и даље одржавати концерте, самостално или често са супругом Габи Новак и сином Матијом (или дугогодишњим сарадником Бранком Булићем) као пијанистом. Свој посљедњи концерт одржао је 4. јула 2015. на загребачкој сцени „Амадео”.

### Филм и телевизија
На почетку своје каријере појављује се као глумац мањих улога у филмовима, попут улоге пјевача у филму Вишња на Ташмајдану (1968), када изводи пјесму Одабрат ћеш горе, или у филму Понедјељак или уторак (1966). Упоредо све више компонује филмску музику. За филм Жива истина Томислава Радића 1972. израђује саундтрек и тако настају пјесме Таквим сјајем може сјати и Балада о пролазности. Потписује музику 34 дугометражна играна филма, од којих су најпознатији Глембајеви, Жива истина, Влак у снијегу, Влаком према југу, Годишња доба, Донатор, Повратак Катарине Кожул, Пут у рај, Не заборави ме и Понт Неф. Више пута ја награђиван за рад на филмској музици. Радио је и за анимирани филм, као и краткометражне филмове (Рабузин, Мештровић, Кравата Кроатика). Дедићева музика је често прожета сјећањима и утисцима на поједине филмове и биоскопске дворане. У својим пјесмама поименце спомиње класике (Moderato cantabile, Плави анђео, Министарство страха) и често се реферира на биоскопе (нарочито шибенска, као Кино слобода, Кино Тесла, Кино 20. април итд.). Ауторски је сарађивао и током стварања Филмске енциклопедије.
Велики дио Дедићевог опуса чини музика за телевизију. На почетку своје каријере био хонорарни запосленик ТВ Загреб, гдје је свирао у оркестру, преписивао ноте и помало компоновао музику. Након што је отпуштен по објављивању двије пјесме религијске тематике, постепено се удаљио од телевизије. Ипак, убрзо се враћа музици: музику за прву ТВ драму (Медитеранска клима) компоновао је 1966. године. Од 1971/72. године слиједе велике серије, као што су У регистратури, Просјаци и синови, Јеленко, Пуном паром, Једрима око свијета, Златна нит, Вријеме за бајку, Загрљај, Пустоловина у Хрватској, Мале тајне великих мајстора кухиње и друге. Писао је и снимао често за дјечје емисије. Поред тога, писао је стихове и музику за велики број комерцијалних, рекламних порука.
Почетком седамдесетих година имао је своју музичку емисију на ТВ Загреб (касније са Габи Новак). У новогодишњем телевизијском програму за нову 1980. годину учествовао је као водитељ музичком-хумористичке емисије ТВ-прољеће.

### Позориште и сликарство
Од почетка седамдесетих година пише за позоришта. Радио је на око стотину наслова (дјела Шекспира, Држића, Вајса, Беговића, Брешана, Островског, Тургењева, Маринковића, Козарца, Хорвата, Голдонија, Цесарца итд.). Компоновао је мјузикл Лејди Шрам, а либретиста је био Нино Шкрабе. Сарађивао је са авангардним театром Арбос у Салцбургу, написао је музику за плесни театар у Диселдорфу. Члан је глумачке дружине Хистрион од њеног оснивања, аутор је за све њихове представе, међу којима се истиче Кавану торзо. До 2003. године потписао је музику за укупно 115 позоришних представа.
Дедић је од средњошколских дана исказивао склоност према сликарству и разматрао је уписивање Академије ликовних умјетности. Касније је често цртао и сликао, портретирајући породицу и пријатеље. У многе збирке пјесама је укључивао и властите илустрације. Повремено је и излагао своја дјела.

### Посљедњи дани
Почетком 2014. године Дедић је незгодно пао и озљедио кук, након чега је отежано ходао и морао је користити штап. Због неиздрживих болова, подвргнуо се операцији и 12. јула 2015. године у ортопедској болници у Крапинским Топлицама угрђена му је ендопротеза кука, након чега су усљедила двије седмице рехабилитације. На свој 77. рођендан провео је у кругу породице и пријатеља у Загребу, да би га сутрадан 29. јула у пријеподневним сатима супруга пронашла како лежи на поду поред ходалице. Неразумљиво је говопао и возилом хитне помоћи је пребачен у Клинички болнички центар Загреб, гдје је примљен на хитном неуролошким пријему. С обзиром да му је 2004. године пресађена јетра и да је редовно узимао имуносупресиве, дошло је до тешке упале. Дедић је готово без свијести пребачен на интезивну његу интерне клинике. Испрва се Дедићу стање побољшало, нестала је повишена тјелесна температура и налази су били бољи. Дедић је тражио отпуст кући, али је одбијао храну и био је сметен. Дана 8. августа му је јављено да се упала смирила и да добро реагује на лијекове, чекајући повратак кући. Стање се пет дана касније, 13. августа, драстично погоршало и постаје критично. Сутрадан су му отказала плућа и био је прикључен на респиратор. Ускоро је дошло до отказивања осталих органа. Супруга Габи Новак је одбила високоризичну операцију. Арсен Дедић је преминуо у КБЦ Загреб у 21 час, 17. августа 2015. године.
Бројни музичари и умјетници, као и поклоници, јавно су се опростили од Дедића. Телеграме саучешћа упутиле су многе институције, укључујући градоначелника Шибеника и жупана Шибенско-книнске жупаније. Предсједник Владе Хрватске Зоран Милановић у телеграму је истакао да је Дедић „писао стихове које многи од нас знају напамет, писао је глазбу која је надживјела филмове за које је стварана. Унио је свој умјетнички гениј у све што је радио”.
Хрватска радио-телевизија је телевизијским и радијским маратоном документараца, емисија, снимака разговора и концерата и низом прилога одала почаст Дедићу, док су све националне новине изашле са посебним прилозима и текстовима. Комеморација је одржана у шибенском позоришту и загребачком Хрватском глазбеном заводу. Кремиран је и покопан, према властитој жељи, у кругу најуже породице, 25. августа 2015. године на градском гробљу Мирогој у Загребу.

## Лични живот
Крајем 1961. године Дедић се вјенчао у Загребу са Весном Сулигој, нећакињом Антуна Густава Матоша. У новембру 1962. добили су кћерку Сандру. Арсен и Весна су се развели почетком 1965. године.
Током везе са Габи Новак 30. марта 1973. добио је сина Матију, а пар се вјенчао у априлу исте године. Кум на вјенчању им је био италијански кантаутор Ђино Паоли. Живјели су у Загребу, а преко љета повремено су боравили у Шибенику.
Новаковој је посветио неколико пјесама, као кћерки („Сандра”), али и својим унукама („Пјесма за Лу”, „Мата Хари”). Сандра се појављује као дјевојчица на омоту албума Кино Слобода из 1987. године.

### Политика
Дедић се дефинисао не као „аполитичан, већ антиполитичан”. Одбацивао је могућност политичког ангажмана или подршке неком политичару, из увјерења да пјевачима декларативни искази нису потребни. Погађан забрана и цензурама у разним периодима своје каријере, као своју животну девизу често је истицао либерални слоган Џона Стјуарта Мила по којој слобода појединца сеже све до туђе слободе. Изјашњавајући се као умјетник „лијевог увјерења”, противио се колективизму и национализму. Током предизборне кампање за избор предсједника Хрватске 1997. име Арсена Дедића нашло се списку од неколико стотина културних дјелатника и умјетника који су отвореним писмом подржали кандидатуру Фрање Туђмана, без његовог одобрења због чега је затражио и издао деманти. Након политичких промјена деведесетих година, као позитивне стране некадашњег социјализма наводио је солидарност система и социјалну мобилност.
Био је члан Друштва пријатеља Хајдука Загреб, којег је редовно подржавао присуством и pro bono наступима на Билој ноћи. Још 1967. своје композиције „Човјек од соли” и дует с Вицом Вуковом „И да би ја руку у ватру ставит’” уврстио је на EP Наприд били, а приход прикупљен од продаје је ишао за изградњу новог Хајдуковог стадиона.

## Награде и признања
Добитник је великог броја награда на подручју популарне и примјењене музике и књижевности. На почетку своје каријере добио признање „Младо покољење” и „Златно сидро” за музички опус везан за море. Уз остале награде истичу се „Награда Јосип Штолцер Славенски” (1978) часописа Вјесник, „Иво Тијардовић” (1979) Хрватског народног казалишта у Сплиту, награда „Prix Jacques Brel” (1979) и „Premio Tenco” (1982) за ауторску шансону у Сан Рему. Добио је признање „Premio Recanati” 1991. године као истакнути европски шансоњер-аутор. Дедићу је 2003. године додијељена награда „Горанов вијенац” за пјеснички опус и укупан допринос хрватској књижевности. Награду „Киклоп” за пјесничке збирке добио је 2009. и 2013. године. У Зеници је 2007. године, у оквиру додјеле годишње музичке награде „Даворин”, уручена истоимена награда за животно дјело.
Два пута је добио Златну арену за филмску музику (филмови Донатор 1989. и Понт Неуф 1997. године), а поводом педесете годишњице његове шансоне „Moderato cantabile” инспирисане истоименим филмом, за свој рад и пјеснички рад надахнут филмом добио је награду „50 година” на 17. Мотовунском филмског фестивалу сценске музике 2014. године. Године 2007. добитник је и награде „Владимир Назор” у категорији сценске музике, за животно дјело. Троструки је добитник награде за сценску музику на Данима сатире, признања „Марул” за сценску музику на Марулићевим данима и признања „Златни Хистрион” (1995).
Добитник је чак осам дискографских награда „Порин” — 1994. за најбољу продукцију (заједно са Стипицом Калођером за албум „Тихи обрут”), 1996. за најбољи албум фолклорне музике „Ко ово море платит’”, 1998. за најбољи албум забавне музике (са Калођером за албум „Министарство страха”), 1999. за животно дјело, 2000. за најбољи компилацијски албум „Хербар” и 2005. три награде, за најбољи албум поп и забавне музике, албум године („На злу путу”) и као коаутор за пјесму године „Носталгична” (у извођењу The Beat Fleet).

### Одликовања
Одликован је Орденом заслуга за народ Социјалистичке Федеративне Републике Југославије. Први предсједник Републике Хрватске Фрањо Туђман додијелио му је 1995. Ред Данице хрватске са ликом Марка Марулића за његов културни рад. Хрватски предсједник Стјепан Месић додијелио му је 2008. Ред хрватског плетера за лични допринос развоју и угледу Хрватске и добробити њених грађана.

## Стваралаштво

### Дискографија

#### Студијски албуми
- Човјек као ја (1969)
- Арсен 2 (1971)
- Homo volans (двоструки албум, 1973)
- Породично стабло (1976)
- Отисак аутора (1976)
- Дедић-Голоб (1977)
- Римска плоча (1979)
- Пјевам пјеснике (1980)
- Габи и Арсен (1980)
- Арсен пјева дјеци (1982)
- Провинција (1984)
- Кантаутор (двоструки албум, 1985)
- Моје попевке (1986)
- Кино Слобода (1987)
- Свједоци приче (1989)
- Тихи обрт (1993)
- Министарство страха (1997)
- Кинотека (2002)
- На злу путу (2004)
- Ребус (2008)

#### Албуми уживо
- Арсен & Бора Чорба Unplugged ’87 (1987)
- Арсен Дедић & Ђино Паоли — Лисински (2005)

#### Компилације и бокс-сетови
- Арсен (1973)
- Враћам се (1975)
- Кућа поред мора (инструментали) (1978)
- Наручене пјесме (1980)
- Арсенал (1981)
- Храбри људи (Габи и Арсен) (1988)
- Глазба за филм и ТВ (1989)
- Најбоље од Арсена (1990)
- Ретроспектива (1993)
- Ко ово море платит (1995)
- Хербар (1999)
- Имена жена (2003)
- Дјечје очи (2004)
- Језик љубави (2005)
- The Platinum Collection (2006)
- Дуети — Дуели (2006)
- Добротворов дом — антологија (2009)
- Најљепше љубавне пјесме (2010)
- Супутници (2014)
- 50 оригиналних пјесама (2015)

#### Саундтрекови
- Влаком према југу (1981)
- Антиказанова (1985)

#### Остало
- Пјесме са шлагом или шумар има шуму на длану (1976)
- Царево ново рухо (аудио-књига, 1981)

## Насљеђе
Игор Мандић је 1983. приредио монографију Арсен у којој је детаљно обрађена дискографија, библиографија, живот и дјело Арсена Дедића. Дедић је често био учесник разних емисија или документарних серијала. Здравко Шотра је 1967. снимио портрет Дедића у филмској форми. Дедићевом раду и дјелу посвећена је 1981. једносатна емисија „Све је била музика”, а Силвије Хум је 2004. снимио документарну емисију „Арсеније Дедић — Човјек као ја”. Документарни филм „Арсен — Брод у боци” о животу и дјелу Дедића 2009. је снимио Мирко Дуић. ХРТ је 2013. снимила документарно-музички серијал „Таквим сјајем може сјати — Загребачка школа шансоне”, а у изради је учествовао и био портретиран сам Дедић. Младен Матичевић је 2014. је снимио документарни филм „Мој занат” о животу и дјелу Дедића. Дедићеве мисли и цитати сабрани су 2015. у књизи Заједно, али сам, или тако је говорио Арсен Дедић аутора Младена Павковића.
Пјесме су му посветили Ђорђе Балашевић (Песма Арсену) и непосредно након смрти, неостварена сарадња са Дедићем, Леа Деклева уз гостовање Габи Новак, Матије Дедића и ћерке Лу (Ја бих да те слиједим). Пјесмом Шибенски мементо 2016. су Матија Дедић, клапа Маслина и Иво Патијера исказали захвалност Дедићу на дугогодишњу сарадњу и допринос шибенској музици. Арсен Дедић је био надахнуће и за бројна ликовна дјела.

### Споменици
У Дедићевој родној шибенској четврти Варош у септембру 2015. осликан је један зид његовим стиховима посвећенима Варошу и тамошњим обичајима. Надахнута Дедићевом пјесмом „Брод с мојим именом” Хрватска глазбена унија, у сагласности са породицом, у новембру 2015. покренула је иницијативу за именовањем једног од бродова Јадролиније који повезују луке и острве средње Далмације по Дедићу. У вјежбаоници Шибенске народне глазбе у августу 2016. отворена је спомен-витрина с Дедићевим личним предметима и инструментима из младости.
У јулу 2017. на загребачкој Опатовини глумачка дружина Хистриони свечано је открила Дедићево попрсје које ће бити смјештено у Хистрионском дому (Илица 90). Аутор бисте је академски кипар Миљенко Секулић.

### Утицај
Као један од зачетника жанра шансоне у Хрватској и сусједству и кроз своју дугу каријеру, Дедић је снажно утицао на многе умјетнике, кантауторе и музичаре. Кроз бројне сарадње оставио је траг у каријерама многих колега. С друге стране, захваљујући пријатељству с Паолијем, Ендригом и Булатом Окуџавом, који су утицали на њега, препјеве и обраде њихових пјесама приближио је хрватској и широј публици. Дедићеве пјесме обрађивали су многи:
- Забрањено пушење
- Бранимир Штулић
- Масимо Савић
- Ибрица Јусић
- Масимо Савић
- Леа Деклева
- Зоран Предин
- Матија Дедић
- Ђорђе Балашевић
- Натали Диздар
- Кемал Монтено
- Раде Шербеџија[137]